# 小行星1092
小行星1092（1092 Lilium）是一颗围绕太阳公转的小行星。1924年1月12日，卡爾·威廉·萊茵姆特在海德堡发现了此天体。
該小行星以百合命名。
这颗小行星的绝对星等为10.94等。